# Дейв Финли
Дейв Едуард Финли Младши (роден на 31 януари 1958 г. в Грийн Аилънд, Северна Ирландия) е ирландски кечист и треньор, известен с кариерата си в WWE. Участва в шоуто на WWE. Финли е трето поколение кечист.

## Ранна кариера 1974-1991
Първият мач на Финли е за промоцията на неговия баща в Glyn през далечаната 1974, когато той замества боец, който не се появява. Постепенно той започва да се бие редовно в цяла Северна Ирландия  и между 1974 и 1978 се налага като име, преди да дебютира в кеч-борбата в Англия (1978) и във Франция (1980). Във Франция той прави телевизионен дебют заедно с Йън Ослепителния под псевдонима "Шотландецът" На 9 юни 1982 Финли печели първата си титла